# Cyclopropanol
Le cyclopropanol est un composé organique qui consiste en un cycle cyclopropanique substitué par un groupe hydroxyle. Il s'agit donc d'un alcool cyclique. Ce composé est instable en raison du cycle à trois chaînons très tendu et subit rapidement des réactions d'ouverture du cycle. Le cyclopropanol se réarrange (s'isomérise) principalement en propanal, :
Le cyclopropanol peut être obtenu par une réaction du bromure d'éthylmagnésium avec l'épichlorhydrine. Des dérivés peuvent être obtenus via une réaction de Kulinkovich. Enfin une biosynthèse à partir de cyclopropane ainsi que d'autres voies de synthèse sont connues.
Du fait de sa facilité d'ouverture du cycle, le cyclopropanol peut être utilisé comme synthon pour l'énolate de propanal. C'est aussi un réactif de choix pour insérer un groupe cyclopropyle dans des esters, des sulfates, des amines, etc. Les composés cyclopropaniques résultant ont été testés comme médicaments antiviraux potentiels et comme modulateurs du transport de protéines.